# ميخائيل سيفاكوف
ميخائيل سيفاكوف (بالروسية: Сиваков, Михаил Сергеевич)‏ (بالبيلاروسية:Міхаіл Сівакоў) (مواليد 16 يناير 1988 في مينسك - الاتحاد السوفييتي) لاعب كرة قدم بيلاروسي يلعب حاليا لصالح نادي الدرجة الأولى كالياري الإيطالي منذ 2009 في مركز الوسط المحوري .

## روابط خارجية
- ميخائيل سيفاكوف على موقع الاتحاد الأوربي (الإنجليزية)
- ميخائيل سيفاكوف على موقع قاعدة بيانات كرة القدم.إي يو (الإنجليزية)
- ميخائيل سيفاكوف على موقع ناشيونال فوتبول تيمز (الإنجليزية)
- ميخائيل سيفاكوف على موقع Soccerway.com (الإنجليزية)
- ميخائيل سيفاكوف على موقع عالم كرة القدم.نت (الإنجليزية)
- ميخائيل سيفاكوف على موقع AS.com (الإسبانية)